# MINIXファイルシステム
MINIXファイルシステム（英：MINIX file system）とは、主にMINIXオペレーティングシステムで用いられるファイルシステムである。

## 概要
MINIXは1980年代にアンドリュー・タネンバウムの手によって、教育目的に無償で利用できるUNIX風のOSとして一から書かれた。MINIXファイルシステムはMINIXの利用に際して設計されており、基礎的な部分でUNIXファイルシステムを模倣しているものの、複雑な機能はその教育的目的を達成するために省かれている。
1991年、リーナス・トーバルズがLinuxカーネルの開発に着手した当初、彼はMINIXが稼働している計算機で作業をしており、そのファイルシステムの設計を彼のOSに採用した。しかしながらMINIXファイルシステムでは以下のような欠点があった。
- ファイル名は14文字（より後期の版では30文字）まで。
- パーティション長は64MiBまで。
- 教育を目的とした設計だった為、効率的ではなかった。

彼は1992年4月にextをMINIXのそれと置き換える形で開発した。Linuxのファイルシステムが商用に耐えるものとなったのはその第二版（ext2）であり、1994年当時には、MINIXファイルシステムはLinuxの利用者の間では「殆ど使用されなく」なっていた。

## 意匠と実装
MINIXファイルシステムは6つの区画で構成されている。
起動区画
起動区画はOSの読み込みと起動を行うブートローダと共に常に第一ブロックに格納されている。
スーパーブロック
スーパーブロックはファイルシステムに関する情報を保持しており、OSが他のファイルシステムを処理することを可能にする。（例えばinodeやゾーンの数、それらを記述する二つのビットマップの大きさ、データ区画が開始する位置など）
inodeビットマップ
各inodeについて、その使用の有無を0/1で示した単純な記録。
ゾーンビットマップ
inode ビットマップと同様の構造。違いは内容がゾーンに関するものという点である。
inode区画
全てのファイル及びディレクトリ（ファイルの目録）は、その種類（ファイル・ディレクトリ・区画・文字・パイプ）、利用者と利用者群に対するID、内容の変更・属性の変更・アクセスそれぞれが行われた日時を記録しているinodeを持つ。inodeにはファイルやディレクトリ情報の実体があるデータ区画中のゾーンを指し示すアドレスも含有されている。
データ区画
MINIXファイルシステム中最も大きく、システム空間の大半を占める。ファイルやディレクトリ情報の実体が格納されている。

### 出展
1. 1 2  
Tanenbaum, Andrew S; Albert S. Woodhull (14 January 2006). Operating Systems: Design and Implementation (3rd ed.). Prentice Hall. ISBN 0-13-142938-8
2. ↑  Strobel, Stefan; Uhl, Thomas (1994). Linux—Unleashing the Workstation in Your PC. Springer-Verlag. p. 54